# Jean IV de Béthencourt
Jehan, Jhean o Jean IV de Béthencourt, a menudo castellanizado como Juan IV de Bethencourt —y otras formas del apellido—, fue un noble, militar, navegante, explorador, comerciante y pirata francés, nacido y fallecido en Grainville-la-Teinturière, Normandía (1362-1425), que dio inicio a la llamada conquista señorial de las islas Canarias —para distinguirla de la conquista realenga emprendida por los Reyes Católicos—, logrando tomar Lanzarote, Fuerteventura y El Hierro, recibiendo el título de señor de las islas de Canaria. El relato de su expedición de conquista se recoge en la crónica Le Canarien (El Canario).

## Orígenes y juventud
Jean IV de Béthencourt, barón de Saint-Martin-le-Gaillard, nació en 1362 en la población normanda de Grainville-la-Teinturière, feudo de su propiedad junto con las poblaciones de Béthencourt, Riville y otras. Hijo de Jean III de Béthencourt y de Marie de Braquemont, pasó su infancia bajo la tutela de su madre, al fallecer su padre en 1364. Debido a los disturbios causados en Normandía por el rey Carlos II de Navarra, la fortaleza de Grainville, junto con otras de la región, fue demolida por orden del rey Carlos V de Francia, pues siendo su heredero un menor de edad, y su responsable militar un partidario del rey de Navarra, su existencia constituía un peligro para los intereses de la casa de Valois, por lo que Béthencourt comenzó a pasar apuros económicos y diplomáticos ya desde su infancia, circunstancia similar a la de otros nobles feudales afincados en Normandía, inmersos en el vaivén de treguas y conflictos bélicos entre Inglaterra y Francia durante la Guerra de los Cien Años.
En 1377, Béthencourt se incorporó al servicio del duque de Anjou, Luis I, alcanzando, posteriormente, el puesto de escudero. En 1387, es autorizado a reconstruir su castillo de Grainville pero debiendo prestar vasallaje al rey Carlos VI de Francia, por aquel entonces titular de los derechos de señorío sobre la villa, lo que no haría hasta 1392. Durante este periodo de tiempo, aprovechando la inestabilidad de las relaciones entre Inglaterra y Francia, es probable que Béthencourt ejerciera la piratería contra ambos bandos.

## Planes de conquista
En 1390, Génova pide ayuda a Francia para poner fin a la piratería berberisca en el mar Mediterráneo y Béthencourt participa en el fracasado asalto contra el enclave pirata de El Mehadieh, cercano a Túnez. Es probable que, por esta época, Béthencourt recibiera las primeras noticias sobre la existencia de las islas Canarias, bien mediante conversaciones con comerciantes genoveses, bien a través de alguna expedición de fortuna en la que posiblemente participase el normando. En todo caso, a finales del siglo XIV, Béthencourt comenzó a pensar en la posibilidad de conquistar el archipiélago, quizá con la triple intención de eludir temporalmente sus conflictos personales en Francia —tenía pendientes varios pleitos legales—, acrecentar su fama y el favor de la Corte, y hacer fortuna con la que paliar sus problemas económicos —posiblemente, mediante la exportación de orchilla para la industria textil de su feudo de Grainville-la-Teinturière—, debidos a su excesivo nivel de vida, que no habían disminuido tras vender el señorío de Saclas y sus rentas en 1395, habiendo sido éstos parte de la dote de su esposa, Jeanne du Fayel, con quien contrajo matrimonio en 1392, y que fue punto de partida de las malas relaciones conyugales entre la pareja.
En 1401, con el fin de financiar la expedición a Canarias, Béthencourt procedió a la venta de todos sus bienes raíces, además de convencer a su tío Robin de Braquemont, influyente cortesano de la Corona de Castilla y jefe de la guardia del antipapa Benedicto XIII, para que apoyase económicamente su proyecto de conquista, acordando dicho pariente el prestarle 7.000 libras a cambio de las rentas de los señoríos de Grainville-la-Teinturière y de Béthencourt. Ese mismo año, una embajada inglesa denunció a Béthencourt ante la corte francesa por piratería. Esta circunstancia, unida a la multitud de procesos que tenía pendientes, posiblemente resultó ser un acicate para que el normando se alejase de Francia lo antes posible.
Béthencourt partió hacia la ciudad portuaria de La Rochelle para armar la expedición, y allí se encontró con Gadifer de La Salle, gentilhombre de cámara del rey de Francia y senescal de Bigorre, a quien convenció para que se uniera al viaje aportando sus propios recursos. La Salle fletó un buque y entre ambos lo pertrecharon de marinería, tropas, colonos y materiales útiles, además de incorporar a dos intérpretes majos —nativos de Lanzarote— bautizados y a dos frailes franciscanos, Pierre Boutier y Jean Le Verrier, capellanes respectivos de La Salle y Béthencourt, encargados de redactar la crónica del viaje que, años más tarde, sería compilada y publicada en dos versiones distintas con el título de Le Canarien.

## Expedición a las islas Canarias

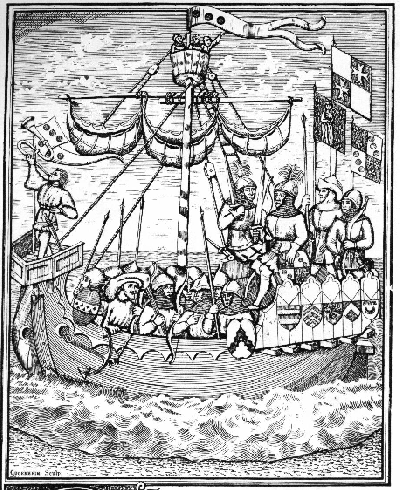
Gadifer de La Salle, rumbo a Canarias (ilustración del texto G de Le Canarien, atribuido al propio La Salle).

La nave expedicionaria, con un total de 80 tripulantes, zarpó de La Rochelle el 1 de mayo de 1402, con la intención de poner rumbo hacia Belle-Île-en-Mer, al noroeste del puerto francés, posiblemente para, desde allí, aprovechar los vientos alisios y poner rumbo suroeste, evitando así bordear la costa norte española, pero unos vientos desfavorables obligaron a poner dicho rumbo apenas zarpar, recalando la expedición en el puerto galaico de Vivero, donde hubo que sofocar una disputa entre los tripulantes gascones y normandos, fomentada por el oficial Bertyn de Berneval, hombre de confianza de Béthencourt, pero que pretendía rivalizar con Gadifer de La Salle. Ocho días después, la nave llegó a La Coruña, donde Béthencourt solicitó tomar parte de los pertrechos de un buque en desguace, lo que también acabó en disputa, persecución naval incluida, que no tuvo mayores consecuencias. Bordeando la costa portuguesa, los expedicionarios llegaron al Puerto de Santa María, Cádiz, donde unos mercaderes establecidos en Sevilla les acusaron de haber saqueado y hundido tres naves, por lo que uno de los dos socios fue detenido y conducido a Sevilla donde, tras declarar ante el Consejo del Rey, fue puesto en libertad. Mientras tanto, parte de la tripulación conspiró para animar al resto a abandonar el viaje, logrando que el número de expedicionarios quedara reducido a sólo 63 tripulantes. Tras estos incidentes, la mermada expedición abandonó Cádiz rumbo a Canarias.

### Ocupación de Lanzarote
Cinco días después de zarpar de Cádiz, bordeando toda la costa africana, la expedición arribó al deshabitado islote de La Graciosa, al norte de la isla de Lanzarote —llamada Tyterogakaen la lengua nativa—, desembarcando poco después en esta, pactando amistosamente con el rey de los majos, Guadarfia, el sometimiento pacífico de la mermada población de la isla —unos trescientos habitantes— a cambio de protección contra las incursiones esclavistas de castellanos y aragoneses. Después del acuerdo, Béthencourt y La Salle ordenan construir una fortificación llamada Rubicón que, según investigaciones posteriores, se hallaba posiblemente en la costa sur, dejando a Bertyn de Berneval como gobernador de la misma y de toda la isla.

### Conquista de Fuerteventura: primer intento
Tras dejar en orden la colonia de Lanzarote, Béthencourt y La Salle planean apoderarse de la isla vecina, Fuerteventura —Erbane en la lengua nativa—. La Salle desembarca en el norte de la isla y la explora durante ocho días sin encontrar a ningún nativo, pues todos habían huido al interior al avistar la nave que se acercaba, tras lo cual se vio obligado a regresar al punto de partida para reabastecerse de víveres. Allí acuerda con sus huestes el seguir por tierra hasta la desembocadura del Río Palmas, a donde su nave se acercaría para avituallarles, con la intención de fortificarse y de no salir de allí hasta conquistar el país y ponerlo a la fe cristiana, pero los marineros se amotinan, negándose a continuar la exploración y obligando a La Salle a entregarse él y sus acompañantes como rehenes para forzar el retorno al castillo de Rubicón.

### Rebelión de Lanzarote
Después de su forzado regreso a Rubicón, y en vista de que los marineros sublevados se disponían a volver a Cádiz, Béthencourt y La Salle acuerdan que el primero acompañe a los amotinados de vuelta a la ciudad andaluza para vender la nave, propiedad del segundo, y tratar de conseguir medios económicos y materiales con que paliar las sobrevenidas necesidades de la colonia, con la promesa de Béthencourt de enviarlos antes de finales de ese año (1402). Por circunstancias desconocidas, el viaje se detiene durante seis semanas en la costa norte de Lanzarote, antes de zarpar hacia la ciudad andaluza. Al arribar a Cádiz, Béthencourt denuncia a la tripulación ante las autoridades, logrando que encarcelen a los líderes del motín y apoderándose de la nave. Pero, aunque tiene la oportunidad de vender el buque en Cádiz, en su lugar pone rumbo a Sevilla, hundiéndose este durante la singladura por falta de tripulación experimentada; sin embargo, Béthencourt logra rescatar y vender parte del material que se encontraba a bordo.
En Lanzarote, el mes de octubre de 1402, el gobernador Bertyn de Berneval, aprovechando la ausencia de La Salle —a quien dejó incomunicado en la Isla de Lobos mientras cazaba focas para proveer de calzado a la colonia— traiciona el pacto sellado con Guadarfia, al desertar a bordo de la nave española Tajamar con una veintena de isleños para venderlos como esclavos, después de saquear el castillo de Rubicón y de violar a las mujeres francesas que en él habitaban. Aunque La Salle y sus acompañantes lograron sobrevivir y fueron rescatados, no llegaron a tiempo de impedir la huida.
Como consecuencia de la traición de Berneval, los majos, que ya no podían confiar en sus supuestos protectores, se levantan en armas contra éstos, causando varios muertos y heridos entre los colonos. La Salle, impotente al no poder capturar a los verdaderos traidores, exige a los majos que entreguen a los causantes de dichas muertes bajo la amenaza de matar a todos los isleños que encuentre. En esta situación, se presentó ante La Salle un majo llamado Afche, tío de uno de los intérpretes de la expedición, culpando al rey Guadarfia de las muertes de los colonos y proponiéndole un trato: ayudar a La Salle a capturar al rey a cambio de ocupar el puesto de este, con la promesa de convertir a los majos al catolicismo. La Salle accede y logra, con la ayuda de Afche, capturar a Guadarfia el 24 de noviembre de 1402, invistiendo rey al delator. Pero poco después, instigado por su sobrino, Afche traiciona a La Salle y trata de emboscar sin éxito a un grupo de colonos, lo que dio comienzo nuevamente a los enfrentamientos, ordenando La Salle el exterminio de todos los majos a excepción de mujeres y niños, que debían ser convertidos al cristianismo. Guadarfia, escapado de su prisión, captura y ejecuta a Afche, y vuelve a ponerse al mando de los isleños.

### Vasallaje a la Corona de Castilla e indulgencia pontificia

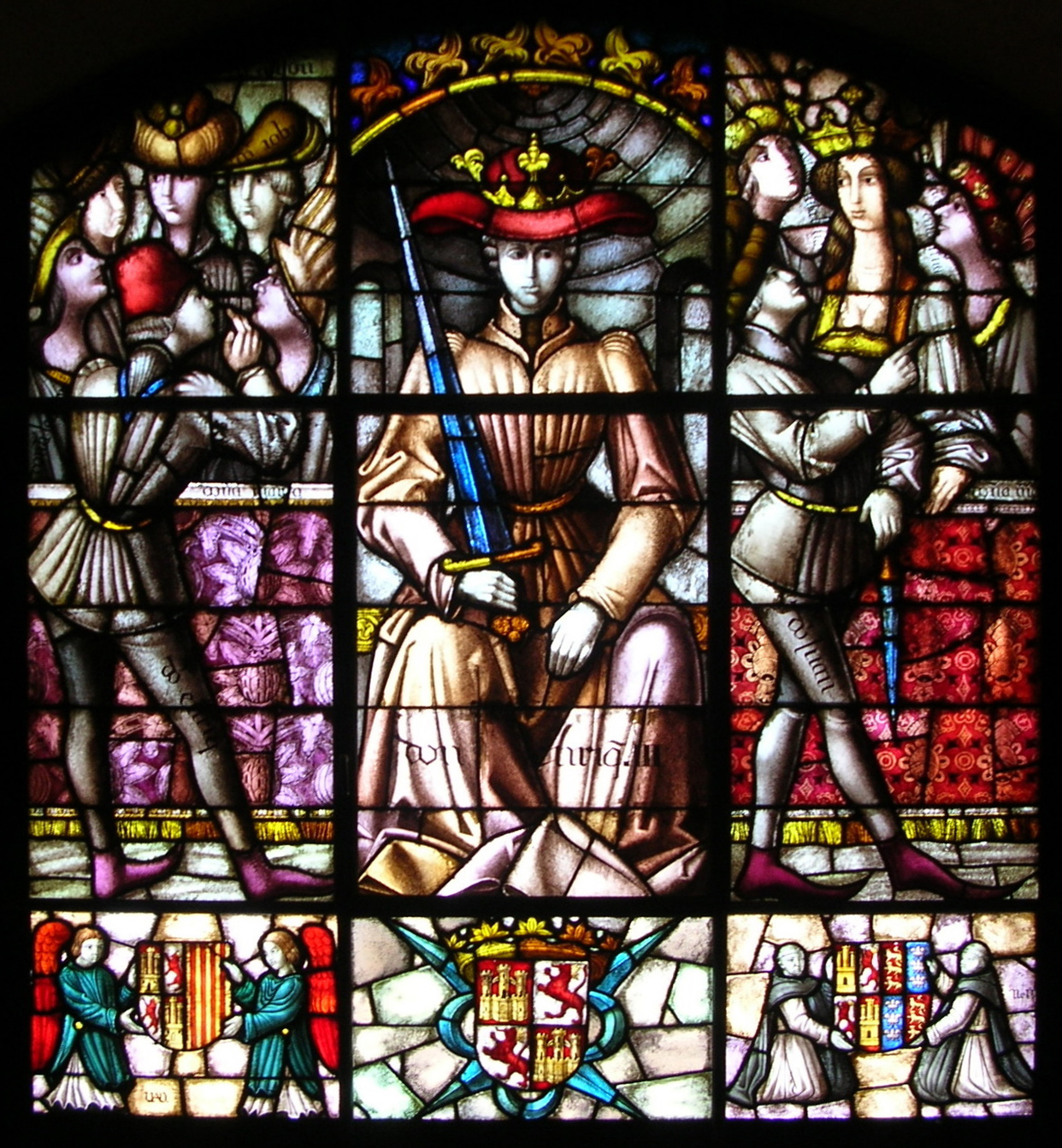
El rey Enrique III de Castilla apoyó la iniciativa de Béthencourt para conquistar las islas Canarias, aceptándolo como vasallo.

Béthencourt, desde Sevilla, estaba al corriente de la situación de la colonia gracias a la llegada de la nave Tajamar —Bertyn de Berneval fue denunciado y encarcelado—. Aun así, el barón normando retrasa deliberadamente el envío de ayuda a su socio, Gadifer de La Salle, e incluso se desentiende de los majos prisioneros en la nave, que acaban siendo vendidos como esclavos. El motivo no es otro que visitar al rey Enrique III de Castilla para, con el desconocimiento de La Salle y la influencia de su tío Robin de Braquemont, ofrecerle la conquista de las Canarias obteniendo la aprobación del monarca, así como el título de señor de las Islas de Canaria y la reserva de la quinta parte de los productos exportados desde las mismas. Asimismo, el Rey le concede una ayuda de veinte mil maravedís supuestamente destinada al socorro de la colonia isleña, pero Béthencourt se la entrega a un administrador que huye a Francia con el dinero y otros bienes, posiblemente en confabulación con la arruinada esposa del barón normando. Béthencourt pide entonces al Rey que le conceda la dotación de un navío equipado con vituallas y refuerzos y se lo envía a La Salle, con las provisiones y los hombres aportados por Juan de Las Casas y el comendador de Calatrava, arribando a Lanzarote el 1 de julio de 1403, medio año más tarde de lo acordado, junto con una carta en la que le informa de su pacto con el rey de Castilla, de sus nuevos títulos y prebendas y de que pronto volverá a las Islas. El 22 de enero de 1403, el antipapa Benedicto XIII, desde Aviñón, promulga una bula de indulgencia para aquellos que ayuden a Béthencourt y La Salle en su cruzada contra los infieles isleños. Asimismo, el 28 de noviembre de ese mismo año se expide una real cédula en la que el Rey comunica a los altos cargos del Reino los planes de conquista de su vasallo normando y la autorización para dar el mismo trato a las mercancías procedentes de Canarias que a las del resto de Castilla.

### Rendición de Lanzarote y retorno a las Canarias
Jean de Béthencourt regresó a Lanzarote el 19 de abril de 1404 —casi dos años después de su partida— desembarcando en la Costa del Rubicón. Los majos, desgastados por la guerra y el hambre —algunos habían muerto en prisión debido a la escasez de alimentos—, se habían rendido ante Gadifer de La Salle meses antes, y el propio rey Guadarfia había sido bautizado junto con los suyos el 25 de febrero, recibiendo el nombre de Luis —santo patrón de Francia—. La Salle, aprovechando la nave de avituallamiento enviada por Béthencourt el pasado verano, había invertido tres meses en visitar las otras islas, tanteando sus defensas, comerciando en unos casos y librando escaramuzas en otros, por lo que tenía una idea aproximada de cuáles eran las más fáciles de conquistar. Regresado Béthencourt, ambos tuvieron una discusión en la que La Salle reprochó al primero su nombramiento oficial como señor del archipiélago y le exigía, en justicia, la cesión de derechos sobre tres de las islas, pretensión a la que el normando responde con evasivas. Surgió, a partir de entonces, una fuerte disensión entre los dos socios, pues La Salle se consideraba merecedor de los mismos privilegios a partes iguales con el normando debido a sus propios esfuerzos puestos en la expedición, mientras que Béthencourt opinaba que sólo él mismo era merecedor de tales premios como promotor y guía de la aventura.

### Conquista de Fuerteventura y renuncia de Gadifer de La Salle

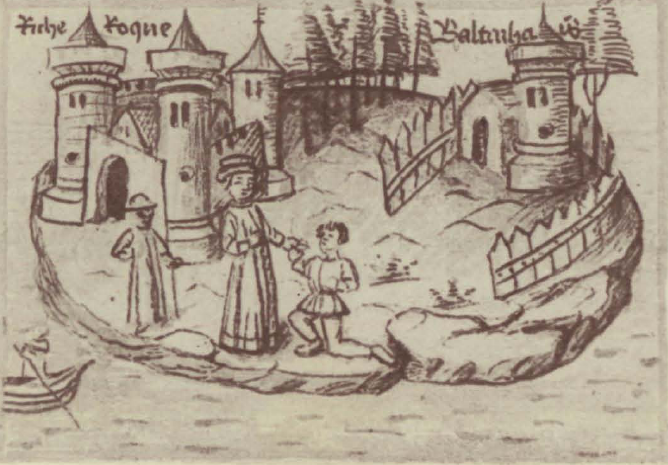
Jean IV de Béthencourt y Gadifer de La Salle en Fuerteventura ante los castillos de Richeroque y Baltarhais.

Apartando temporalmente sus diferencias, Béthencourt y Gadifer de La Salle emprendieron la conquista sistemática de Fuerteventura, desembarcando en el norte de la isla y tomando prisioneros que enviaban a Rubicón. Con el fin de hacerse fuertes en el país y ante los rumores de que el rey de Fez reclamaba la posesión de las Canarias, Béthencourt mandó construir el castillo de Richeroque —o Rico Roque—, cercano a la costa este, mientras que La Salle hacía lo propio con el castillo de Baltarhais —o Valtarajal—, cuyo emplazamiento estuvo en la actual Betancuria. Sin embargo, las disensiones entre los dos socios fueron en aumento, llegando al cruce de amenazas entre ambos.
Mientras tanto, el 25 de julio de 1404, La Salle armó una nueva expedición de reconocimiento hacia Gran Canaria, sufriendo una emboscada al tratar de desembarcar en Arguineguín, enfrentándose infructuosamente a los guerreros canarios equipados con broqueles arrebatados como botín a la Corona de Castilla, lo que le obligó a retirarse hacia el área de Telde para, posteriormente, regresar a Fuerteventura. Ese mismo mes, Benedicto XIII promulga desde Marsella una bula erigiendo en ciudad la fortaleza de Rubicón, y en catedral la parroquia de San Marcial del Rubicón.
La Salle, frustrado al ver que su beneficio y prerrogativas en la campaña de conquista no crecían a la par de los de su socio normando a pesar de haber puesto, a su juicio, un mayor esfuerzo en ella, se enfrentó nuevamente a Béthencourt, exigiéndole reiteradamente el señorío de algunas de las Islas, a lo que el normando se negó rotundamente. Decididos a resolver el conflicto ante la Corona de Castilla, los dos socios partieron hacia Sevilla donde Béthencourt mandó embargar algunos efectos de La Salle. La Corona falló nuevamente a favor de Béthencourt, y La Salle, impotente, decidió abandonar la empresa de conquista y regresar a Francia. A partir de ese momento, Béthencourt se erigiría en el líder absoluto de la campaña, asegurando mediante documentos firmados y sellados las concesiones otorgadas por la Corona de Castilla, y obteniendo el poder de acuñar monedas en las Islas.

### Rendición de Fuerteventura
Tras regresar de Sevilla, Béthencourt está decidido a someter a los dos reyes majos de Fuerteventura, llamados Guise y Ayoze, emprendiendo la campaña definitiva contra ellos. Debilitadas las fuerzas del castillo de Richeroque por los ataques de los majos, Béthencourt decide reagrupar sus tropas en el fuerte de Baltarhais, para así poder controlar a los hombres aún fieles al ausente Gadifer de La Salle, dejando abandonada la primera fortaleza, que es destruida inmediatamente por los aborígenes. A partir de ese momento se suceden encarnizados combates entre las tropas de Béthencourt, reforzadas con colonos y majos de Lanzarote, y los guerreros de Fuerteventura que poco a poco van decantando la guerra a favor de los conquistadores. Richeroque fue reconstruida por Béthencourt tras ser retomada el 1 de noviembre de 1404. Los dos reyes, desconociendo las disensiones existentes entre Béthencourt y los partidarios de La Salle, y estando enemistados entre ellos mismos, decidieron rendirse y ser bautizados, al parecer por consejo de la vidente Tibiabin y de su hija Tamonante, mujeres de gran influencia en la sociedad maja de la época. Las ceremonias respectivas tuvieron lugar el 18 y el 28 de enero de 1405, recibiendo dichos reyes los nombres de Luis y Alfonso.

### Viaje a Normandía

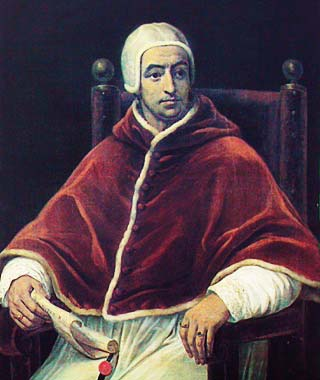
El antipapa Benedicto XIII promulgó indulgencias para todos los que ayudaran a Béthencourt, con medios humanos o económicos, a conquistar y evangelizar las islas Canarias.

Según Le Canarien, una vez se hubo apoderado de Lanzarote y Fuerteventura, Béthencourt regresó a su feudo natal de Grainville-la-Teinturière tras desembarcar en Harfleur, con el fin de reclutar colonos para traerlos a las Islas, pero no existe información fidedigna acerca de si este viaje tuvo lugar realmente. Según la crónica, en el viaje de vuelta —que partió de Harfleur el 9 de mayo de 1405— llegó a las Islas Maciot de Béthencourt, sobrino del conquistador, quien tiempo despueś sucedería a Jean IV en el gobierno de la colonia. Por esta época fue fundada la parroquia de Nuestra Señora de Béthencourt —en la actual Santa María de Betancuria—, a cuyo frente fue puesto el capellán Jean Le Verrier.

### Gran Canaria: tanteo de defensas
Béthencourt, consciente de que las defensas de la isla de Gran Canaria eran demasiado fuertes para sus tropas —el normando estimaba en diez mil los canarios en disposición de tomar las armas para defender la Isla— decide organizar una expedición de tanteo para reconocer posibles puertos de entrada, con vistas a un futuro intento de conquista y parte de Fuerteventura el 6 de octubre de 1405 con dos barcazas propias y una aportada por la Corona de Castilla. Tras varios retrasos imprevistos durante la navegación, que obligan a una de las barcazas a navegar hacia La Palma, donde su tripulación se dedicaría a la captura de esclavos, Béthencourt desembarca en Arguineguín y celebra varios encuentros con el rey de los canarios. Durante estas conferencias, uno de los hombres de Béthencourt decide desembarcar por su cuenta con cuarenta y cuatro más, haciendo retroceder a los canarios tierra adentro, pero éstos, reagrupándose, rechazan el ataque logrando eliminar a la mitad de los asaltantes, entre los que se encontraba el lugarteniente del barón, Jean Le Courtois, afirmando otras fuentes que el propio rey canario también resultó muerto en la escaramuza. Derrotado, Béthencourt pone rumbo hacia La Palma para reagrupar su flotilla.

### Asalto a La Palma y ocupación de El Hierro
Reunidas las tres barcazas en aguas de La Palma —Benahoare en la lengua nativa—, Béthencourt desembarca en la isla y combate contra los benahoaritas durante seis semanas causando un centenar de bajas entre los nativos frente a unas pocas propias.
Utilizando dos de las barcazas, Béthencourt pone rumbo entonces a la isla de El Hierro —Ezero en la lengua nativa— y, después de casi tres meses de estancia, envía a un intérprete isleño llamado Augeron a parlamentar con el rey de los bimbaches, quien accede a someterse pacíficamente al normando. Béthencourt decide entonces deportar como esclavos a toda la población bimbache a excepción del rey y de unas pocas decenas de habitantes, y reemplazarlos por colonos normandos, pues consideraba que éstos no iban a ser bien recibidos en Lanzarote y Fuerteventura, al haberse repartido ya las tierras disponibles en estas islas.

### Ordenación de la colonia y despedida
Tras regresar a Fuerteventura, y con la intención de abandonar Canarias para ocuparse de sus propiedades en Normandía, Béthencourt dispuso una serie de medidas organizativas que, aparte de la distribución de tierras entre los colonos, contemplaban entre otras la exención durante nueve años del pago del quinto de los productos para los colonos recién llegados a las islas; la reducción, a una trigésima parte, del diezmo de las parroquias de Fuerteventura y Lanzarote hasta la incorporación de un obispo, y la prohibición de exportar orchilla sin autorización expresa, nombrando a su sobrino Maciot de Béthencourt gobernador de la colonia en su nombre, a quien otorgó el tercio de las rentas de la misma. Tras despedirse de sus allegados y subalternos, Béthencourt partió de Canarias hacia Castilla probablemente entre 1411-1412.

## Estancia en Castilla y regreso a Normandía
No es hasta 1412 que vuelven a tenerse noticias objetivamente documentadas sobre Jean IV de Béthencourt, siendo el 26 de junio la fecha en la que este, en Valladolid, y por mediación de su primo Robin de Braquemont, rinde en vasallaje el señorío de Canarias a la reina madre Catalina de Lancaster, regente de Castilla durante la minoría de edad del rey Juan II, obteniendo asimismo permiso para acuñar moneda propia en el archipiélago, facultad que nunca ejercería.
En 1414, Béthencourt está de vuelta en Grainville-la-Teinturière otra vez como señor de dicha villa, lo que probablemente significase que ya había cancelado el préstamo que le concedió su primo Robin. Asimismo hay constancia de que en 1418 se nombra al barón normando vecino de Sevilla, aunque sin especificar la duración de su estancia en la ciudad andaluza.

## Donación del señorío de Canarias y vasallaje a Inglaterra
En pleno recrudecimiento de la guerra entre Inglaterra y Francia, y reconquistada Normandía por los ingleses desde 1415 tras tomar Harfleur e infligir una severa derrota a los franceses en la batalla de Agincourt, Béthencourt logra, el 6 de enero de 1418, que el rey Enrique V de Inglaterra le conceda un salvoconducto para navegación comercial a cambio de no interferir ni atacar los intereses ingleses ni atracar en los puertos de éstos salvo por causa de fuerza mayor, lo que hace suponer que, hasta ese año, el normando seguía manteniendo su red comercial con Canarias. A finales de ese año, presuntamente instruido y apoderado por su señor y pariente, Maciot de Béthencourt dona el señorío de Canarias a Enrique de Guzmán, II conde de Niebla conservando para sí el cargo de teniente gobernador del mismo. Poco tiempo después, el 16 de mayo de 1419, Béthencourt se convierte en vasallo de Enrique V de Inglaterra, probablemente para evitar ser despojado de sus posesiones normandas, lo que también explicaría la cesión de su señorío sobre las Canarias, ligado a la Corona de Castilla, enemistada ésta con Inglaterra por esa época.
También en 1419, ante la falta de obispo residente debida al Cisma de la Iglesia católica, el capellán de Béthencourt, Jean Le Verrier, es nombrado decano de la catedral de Rubicón mediante bula del papa Martín V. Mientras tanto, Béthencourt se dedica en este año a viajar por Aragón y, posiblemente, por Castilla para cobrar las rentas procedentes de las indulgencias papales.

## Últimos años
En 1421, Béthencourt cedió todos sus castillos, rentas, tierras y señoríos a su hermano Regnault IV de Béthencourt, con la condición de que los mantuviese adecuadamente, saldase todas las deudas pendientes y ejecutase las cláusulas de su testamento, lo que probablemente sea un indicio de que el barón normando estaba pasando apuros económicos una vez más. Finalmente, Jean IV de Béthencourt falleció entre el 17 de agosto de 1425 y el 24 de enero de 1426, probablemente en su residencia de Grainville-la-Teinturière, siendo sepultado en la iglesia local.

## Controversias
- Algunas crónicas y cartas posteriores a Le Canarien afirman que Béthencourt logró conquistar La Gomera, lo que no es cierto. El único intento de entrada documentado en la crónica francesa, realizado por Gadifer de La Salle, se saldó con varias muertes en ambos bandos y la retirada de los europeos. Es posible, no obstante, que alguna vez existiese una convivencia pacífica en dicha isla al estilo de lo ocurrido en Lanzarote al llegar Béthencourt y La Salle a Canarias por primera vez.[72]
- Béthencourt nunca trató de desembarcar en Tenerife (llamada isla del Infierno en Le Canarien), probablemente debido a la fama de los guanches de haber resistido con éxito todos los intentos previos de invasión y saqueo.[73]
- Se ha especulado con la posibilidad de que Béthencourt hubiera padecido de lepra y por ello decidiera abandonar Francia, lo cual es bastante inverosímil, pues no se comprende cómo hubieran aceptado sus compañeros de corte y expedición convivir con él, dada la mala fama que dicha enfermedad tenía en la Edad Media.[74]
- El llamado texto B de Le Canarien contiene diversos viajes y hechos protagonizados por Béthencourt tras abandonar Canarias pero faltos de veracidad, tanto por la poca consistencia de las fechas ofrecidas como por la inexistencia de registros independientes, como su estancia en Florencia, donde supuestamente es recibido como rey de Canarias, su exploración de la costa occidental norteafricana y su viaje a Roma para visitar al Papa.

## Descendencia
- Aunque Béthencourt no dejó descendencia reconocida, se dijo que se había casado en Sevilla (con su esposa Jeanne du Fayel aún viva) con una mujer llamada María de Ayala y Vargas, siendo presunto fruto de este supuesto matrimonio un hijo llamado Floridas de Béthencourt, quien en 1465 interpuso una petición de información ante la autoridad competente con objeto de ser reconocido como hijo del barón normando. Dicha pretensión ha sido generalmente calificada de falsa por los historiadores.[75]
- El apellido Béthencourt permanece en el topónimo de la antigua capital de Fuerteventura, Betancuria, siendo además un apellido habitual entre la población del archipiélago, incluyendo numerosas variantes del mismo: Bethancur, Bethencur, Betancur, Betencur, Betancour, Betancourt, Betencour, Betencout, Bethancor, Betancor, Bethencor, Bethencourt, etc. Estos apellidos se hallan presentes también en numerosos descendientes de la población canaria emigrada al continente americano. Como muestra de lo rápido que empezaron a surgir variantes del apellido en Canarias, basta mencionar la carta que Jean V de Béthencourt, sobrino del conquistador, escribe en 1501 a Maciot II de Betancor, residente en Gran Canaria.[76]
- Floridas de Béthencourt , el supuesto hijo del barón normando. Según el estudio Los Béthencourt en las Canarias y en América (ULPGC. Biblioteca Universitaria. Memoria Digital de Canarias. 2004, pp. 6–9), de Leopoldo de la Rosa Olivera, en su día, director del Instituto de Estudios Atlánticos, «la existencia de un hijo legítimo o natural de Jean IV de Béthencourt hay que rechazarla de plano».